# Reitia
Reitia è la più nota divinità femminile venerata dalle antiche popolazioni venete dell'alto Adriatico. Il suo santuario più noto è stato scoperto ad Este alla fine dell'800, ma era onorata anche in altri luoghi del Veneto, come Vicenza e Montebelluna.
È possibile che Reitia sia un epiteto della divinità piuttosto che il suo nome proprio. È probabilmente una dea della scrittura: le dediche scoperte nei suoi santuari assumono infatti la forma di tavolette bronzee per scrivere, incise con formule dedicatorie veneziane, abecedari ed esercizi di scrittura. Inoltre, il suo nome potrebbe significare "colei che scrive", dalla radice indoeuropea *wreyd-, "incidere, inscrivere" .
Il nome "Reitia" potrebbe inoltre essere collegato a quello della popolazione dei Reti che abitava nella zona Alpina.

## La dea
Reitia, definita con l'epiteto potnia theron (signora o dominatrice degli animali), era una dea molto venerata dagli antichi Veneti.
Essa ha tratti in comune con le divinità classiche Demetra, Persefone e Artemide/Diana: era legata al culto della Natura, della fertilità, a quello della guarigione/salute e dell'"aldilà", ma anche del commercio.
In tempi romani il suo culto fu sostituito o associato a quello di Minerva.
La sua rappresentazione potrebbe essere associata a figure femminili antropomorfe con arti superiori terminanti in protomi ornitomorfe o teste di equidi. Questa raffigurazione, sotto forma di oggetti votivi, sono di frequente ritrovamento nei luoghi di culto e nei santuari. Un'altra rappresentazione la descrive con un velo sulla testa, circondata da animali, e con una chiave in mano. Dai ritrovamenti sul santuario del Monte Summano, sappiamo che era raffigurata in epoca tarda seduta in trono con serpenti, con a fianco un giovane compagno armato, che riuniva le figure di Ercole e Adone.

## Luoghi di culto
Reitia è nominata solo nel santuario di Este, ma in altri santuari del mondo veneto compaiono similitudini, che fanno pensare che sia la stessa grande divinità femminile che vi è venerata; queste similitudini riguardano la natura o la decorazione degli oggetti votivi o la presenza di un epiteto comune. Nessuna divinità maschile ha tra i Veneti lo stesso posto di Reitia.

### Santuario di Este
Tracce di un luogo di culto a lei dedicato sono state trovate a Baratella di Este (Padova).
Il santuario si trova a circa 1 km a sud-est di Este, e fu scoperto nel 1880 a seguito della costruzione di un canale idrico. Fu scavato fino al 1916. 
Nel sito è stato rinvenuto un abbondante materiale votivo (stimato in 14.000 reperti conservati al Museo archeologico nazionale di Este) : ceramiche, ornamenti, frammenti di armi, figurine in bronzo, lame in bronzo figurato, ecc. Gli oggetti più significativi sono quelli recanti un'iscrizione in venetico, tra cui tavolette alfabetiche. Questo materiale permette di datare il sito: fu attivo dal VI secolo a.C. al periodo romano.
Nel 1986-87 un nuovo scavo, finanziato da "Deutsche Forschungsgemeinschaft" ("Società di ricerca tedesca") ha recuperato 5.000 nuovi reperti databili tra il VII secolo a.C. ed il II-III secolo a.C.

### Vicenza
Il santuario è stato scoperto presso la località di Piazza San Giacomo, nel centro storico. Qui nel 1959 sono state rinvenute delle lamelle votive. Il santuario fu in uso dal V al II secolo a. C.

### Monte Magrè
Un santuario è stato scavato a Monte Magrè (nei pressi di Schio), in provincia di Vicenza, sul colle detto Castello di Magrè. Vi sono state rinvenute corna di cervo, iscritte in venetico, databili al III secolo a.C. 
Il nome di Reitia non compare, ma la grande dea dei Veneti ha tratti che la legano agli animali selvatici e alla caccia.

### Montebelluna
Quattro dischi votivi in bronzo, databili dal IV al III secolo a.C., rappresentano una dea che ha punti in comune con Reitia; la divinità, mostrata di profilo, porta una grande chiave nella mano destra. Non c'è nessuna iscrizione. Dischi simili sono stati trovati in altri luoghi del Veneto, in particolare in una tomba romana a Ponzano Veneto, a pochi chilometri a sud-est di Montebelluna.

### Lagole
Gli scavi, effettuati a metà del '900 in questa località in territorio di Calalzo di Cadore, hanno portato alla luce un santuario prima venetico poi romano, attivo dal VI secolo a.C.e fino alla fine del IV secolo d.C.
Sono stati rinvenuti numerosi oggetti votivi, alcuni dei quali recanti iscrizioni in venetico o latino. I Veneti vi onoravano una divinità guaritrice femminile, il cui epiteto (Sainati -) corrisponde ad un epiteto di Reitia in Este.
In questi santuari era presente una classe sacerdotale, per lo più femminile.

## Curiosità
La dea Reitia ha dato il suo nome a una profonda valle (chasma) sul pianeta Venere: Reitia Chasma.

## Citazioni contemporanee
Reitia è figura molto citata nell'opera di Andrea Zanzotto (si veda Filò, ma anche Il Galateo in Bosco). La si trova pure nei tre romanzi del ciclo degli Antichi Veneti di Federico Moro (si tratta di La voce della Dea, La custode dei segreti, Il coraggio degli Antichi Veneti), dove diventa figura centrale del pantheon antico-veneto e simbolo dell'eterno fluire del destino umano.